# Karl Christ
Pour les articles homonymes, voir Christ.
Karl Christ (né le 6 avril 1923 à Ulm et mort le 28 mars 2008 à Marbourg) est un historien allemand de l'Antiquité. Le « Nestor de l'histoire ancienne allemande » est considéré comme un « pionnier dans l'histoire des sciences et dans la réception de son sujet ». Ses ouvrages sur la République romaine et la période impériale sont considérés comme des ouvrages standards. Ses volumes biographiques rassemblés Von Gibbon zu Rostovtzeff (1972) et Neue Profile der Alten Geschichte (1990) sont devenus des éléments indispensables d'une histoire historiographique.

## Biographie
Le fils d'un homme d'affaires obtient son diplôme d'études secondaires en 1940 au lycée humaniste de sa ville natale. Ce n'est qu'après son service militaire jusqu'en 1944 et après avoir été fait prisonnier par les Soviétiques qu'il peut se tourner vers la science en 1948. Jusqu'en 1954, il étudie les études classiques et la géographie aux universités de Tübingen et de Zurich. À Tübingen, il est principalement soutenu par Joseph Vogt et à Zurich par Ernst Meyer (de). C'est également Vogt qui lui décerne son doctorat en 1953 avec une thèse sur Drusus. Après avoir réussi l'examen d'État pour l'enseignement supérieur en 1954, il travaille à la numismatique jusqu'en 1958 dans le cadre d'une bourse de la Commission d'histoire ancienne et d'épigraphie (de). Un thème de ce domaine sert également de base à l'habilitation de Fritz Taeger à Marbourg en 1959. Il reste fidèle à cette université - malgré des appels à Aix-la-Chapelle (1966) et à Zurich (1968) - en tant que professeur titulaire de 1965 jusqu'à sa retraite en 1988. Ses étudiants comprennent Klaus Bringmann (de), Alexander Demandt, Dieter Flach (de), Peter Kneißl (de), Hartmut Leppin (de) et Volker Losemann (de).
En 1957, Karl Christ est élu membre correspondant de l'Institut archéologique allemand (DAI). Depuis 1966, il est également membre de la Commission historique de Hesse. Depuis 1984, il est membre de l'Académie de sciences morales et politiques de Naples et depuis 1993 de l'Instituto Lombardo. Le 18 mai 1993, il reçoit un doctorat honorifique de l'Université libre de Berlin. Christ est marié et a trois enfants.
Pour son 85e anniversaire, le 6 avril 2008, l'université de Marbourg a prévu un colloque festif qui, en raison du décès de l'homme honoré quelques jours auparavant, est organisé "en son honneur et à sa mémoire"

## Travail scientifique
Depuis l'obtention de son doctorat, les travaux de recherche et d'enseignement de Karl Christ se concentrent sur le domaine de l'histoire romaine. Beaucoup de ses livres, dont certains paraient dans plusieurs éditions et en traduction, sont désormais considérés comme des ouvrages de référence, notamment « Geschichte der römischen Kaiserzeit » de 1988. Mais sa principale réussite est d'avoir inauguré l'étude de l'histoire de son sujet en Allemagne. Ses recherches dans ce domaine remontent au XVIIIe siècle jusqu'à la période après la Seconde Guerre mondiale ; Peu de temps avant sa mort, il peut présenter une biographie de l'historien et poète Alexander Schenk von Stauffenberg. Ce livre conclut l'étude de l'ère nationale-socialiste, pour laquelle l'œuvre du Christ signifie une approche complètement nouvelle - une tâche d'autant plus difficile que de nombreux scientifiques incriminés sont encore en vie ou du moins que leurs étudiants occupent des postes de professeur et d'influence. en administration scientifique et en financement.

## Prix Karl-Christ
L'Université Goethe de Francfort-sur-le-Main et l'Université de Berne décernent en 2012 le prix Karl-Christ (de), qui est décerné pour la première fois à Wilfried Nippel en 2013. Le prix récompense tous les deux ans « des réalisations académiques exceptionnelles dans le domaine de l’histoire ancienne et de ses disciplines voisines ainsi que de l’histoire des sciences et de la réception de l’Antiquité ».

## Publications (sélection)
- Nero Claudius Drusus. Tübingen, 1953
- Drusus und Germanicus. Der Eintritt der Römer in Germanien. Schöningh, Paderborn, 1956.
- Antike Münzfunde Südwestdeutschlands. Münzfunde, Geldwirtschaft und Geschichte im Raume Baden-Württembergs von keltischer bis in alamannische Zeit (= Vestigia (de). Beiträge zur alten Geschichte. Vol. 3, 1–2). 2 Volumes (Vol. 1: Untersuchung. Vol. 2/5: Anmerkungen, Tabellen, Karten, Diagramme und Tafeln.). Quelle & Meyer, Heidelberg, 1960.
- Die Fundmünzen der römischen Zeit in Deutschland. 4 Volumes, Mayence, 1963/1964.
- Die Griechen und das Geld. Dans: Saeculum, Vol. 15, 1964, p. 214–229.  (ISSN 0080-5319)
- Antike Numismatik. Einführung und Bibliographie. Wissenschaftliche Buchgesellschaft, Darmstadt, 1967 (3., unveränderte Auflage. ebenda 1991,  (ISBN 3-534-03707-3)).
- Von Gibbon zu Rostovtzeff. Leben und Werk führender Althistoriker der Neuzeit. Wissenschaftliche Buchgesellschaft, Darmstadt, 1972,  (ISBN 3-534-06070-9) (3., um einen Nachtrag erweiterte Auflage. Ebenda 1989).
- Römische Geschichte. Einführung, Quellenkunde, Bibliographie. Wissenschaftliche Buchgesellschaft, Darmstadt, 1973,  (ISBN 3-534-04908-X) (5. Auflage, ebenda 1994,  (ISBN 3-534-04908-X)).
- Hannibal (= Wege der Forschung (de). Vol. 371). Wissenschaftliche Buchgesellschaft, Darmstadt, 1974,  (ISBN 3-534-06077-6).
- Krise und Untergang der römischen Republik. Wissenschaftliche Buchgesellschaft, Darmstadt, 1979,  (ISBN 3-534-08061-0) (8. Auflage, (unveränderter Nachdruck der 7. Auflage 2010). Ebenda 2013,  (ISBN 978-3-534-20041-2)).
- Die Römer. Eine Einführung in ihre Geschichte und Zivilisation. Beck, Munich, 1979,  (ISBN 3-406-04453-0) (3., überarbeitete Auflage. ebenda 1994,  (ISBN 3-406-38504-4)).
- Römische Geschichte und deutsche Geschichtswissenschaft. Beck, Munich, 1982,  (ISBN 3-406-08887-2).
- Römische Geschichte und Wissenschaftsgeschichte. 3 Bände. Wissenschaftliche Buchgesellschaft, Darmstadt, 1982–1983;
  - Volume 1: Römische Republik und Augusteischer Principat. 1982,  (ISBN 3-534-08337-7);
  - Volume 2: Geschichte und Geschichtsschreibung der römischen Kaiserzeit. 1983,  (ISBN 3-534-08338-5);
  - Volume 3: Wissenschaftsgeschichte. 1983,  (ISBN 3-534-08339-3).
- Sparta (= Wege der Forschung. Bd. 622). Wissenschaftliche Buchgesellschaft, Darmstadt, 1986,  (ISBN 3-534-08809-3).
- Geschichte der römischen Kaiserzeit. Von Augustus zu Konstantin. Beck, Munich, 1988,  (ISBN 3-406-33327-3) (6. Auflage mit aktualisierter Bibliographie. Ebenda 2009,  (ISBN 978-3-406-59613-1)) (russische Übersetzung 1997).
- Neue Profile der Alten Geschichte. Wissenschaftliche Buchgesellschaft, Darmstadt, 1990,  (ISBN 3-534-10289-4).
- Caesar. Annäherungen an einen Diktator. Beck, München 1994,  (ISBN 3-406-38493-5).
- Griechische Geschichte und Wissenschaftsgeschichte (= Historia. Einzelschriften (de). Vol. 106). Steiner, Stuttgart, 1996,  (ISBN 3-515-06915-1).
- Von Caesar zu Konstantin. Beiträge zur römischen Geschichte und ihrer Rezeption. Beck, Munich, 1996,  (ISBN 3-406-40521-5).
- Hellas. Griechische Geschichte und deutsche Geschichtswissenschaft. Beck, Munich, 1999,  (ISBN 3-406-45312-0).
- Die römische Kaiserzeit. Von Augustus bis Diokletian. Beck, Munich, 2001,  (ISBN 3-406-47052-1) (4. Auflage, ebenda 2011,  (ISBN 978-3-406-47052-3)).
- Sulla. Eine römische Karriere. Beck, Munich, 2002,  (ISBN 3-406-49285-1) (Unveränderter Nachdruck, 4. Auflage. ebenda 2011,  (ISBN 978-3-406-61724-9); in spanischer Sprache: Sila. Herder, Barcelone, 2006,  (ISBN 84-254-2415-1)).
- Hannibal. Wissenschaftliche Buchgesellschaft, Darmstadt, 2003,  (ISBN 3-534-15414-2) (italienische Übersetzung 2005, spanische Übersetzung 2006).
- Pompeius. Der Feldherr Roms. Beck, Munich, 2004,  (ISBN 3-406-51543-6) (Rezension von Stefan Rebenich (de)) (spanische Übersetzung 2006).
- Klios Wandlungen. Die deutsche Althistorie vom Neuhumanismus bis zur Gegenwart. Beck, Munich, 2006,  (ISBN 3-406-54181-X).
- Der andere Stauffenberg. Der Historiker und Dichter Alexander von Stauffenberg. Beck, Munich, 2008,  (ISBN 978-3-406-56960-9).